# هيروكو كونيشي
هيروكو كونيشي (باليابانية: 小西 寛子) مواليد 26 أكتوبر 1975 في اليابان، هي مؤدية أصوات يابانية بدأت نشاطها عام 1996.

## = مسلسلات أنمي تلفزيونية
- أوجاماجو دوريمي
- الآن وفيما بعد، هنا وهناك
- أبطال الديجيتال الجزء الأول
- جوبي-تشان - جيو نانوهان

### ألعاب فيديو
- ميجا مان 8

## وصلات خارجية
- هيروكو كونيشي على موقع IMDb (الإنجليزية)
- هيروكو كونيشي على موقع ألو سيني (الفرنسية)
- هيروكو كونيشي على موقع ميوزك برينز (الإنجليزية)
- هيروكو كونيشي على موقع قاعدة بيانات الفيلم (الإنجليزية)
- هيروكو كونيشي على موقع كينوبويسك (الروسية)
- هيروكو كونيشي على موقع ANN person (الإنجليزية)